# Barbacoll negre frontblanc
El barbacoll negre frontblanc (Monasa morphoeus) és una espècie d'ocell de la família dels bucònids (Bucconidae) que habita la selva humida i altres formacions boscoses de l'est d'Hondures, Panamà, nord i sud-est de Colòmbia, sud de Veneçuela, est del Perú, nord de Bolívia i oest i est del Brasil.